# Estrimonitas
Os estrimonitas (em grego: Στρυμονῖται; romaniz.: Strymonitai) foram uma tribo dos esclavenos (primeiros eslavos) que se assentaram na região do rio Estrimão, na Macedônia. Eles tomaram parte no cerco eslavo da cidade bizantina de Tessalônica em ca. 677. Como narrado nos Milagres de São Demétrio, eles usaram seus navios leves para invadir as costas do mar Egeu, até mesmo dentro do mar de Mármara. Eles podem também possivelmente ter auxiliado os árabes no saque da cidade em 904.